# Triolo (métro de Lille)
Cet article concerne la station de métro. Pour le quartier de Villeneuve-d'Ascq, voir Triolo.
Triolo  est une station de métro française de la ligne 1 du métro de Lille. Située à Villeneuve-d'Ascq, dans le quartier Triolo, elle dessert principalement le centre commercial du Triolo et est à proximité de la piscine municipale de Villeneuve-d'Ascq et du collège du Triolo.
Mise en service en 1982 sur la portion Quatre Cantons - Hôtel de Ville, elle est officiellement inaugurée le 25 avril 1983 par la venue du président de la République française de l'époque, François Mitterrand.

## Situation
La station dessert le quartier du Triolo, à Villeneuve-d'Ascq. Elle se situe sur le chemin du Triolo et sur la rue Traversière. Elle est reliée avec le centre commercial du Triolo.
Elle est située sur la ligne 1 entre les stations Cité Scientifique - Professeur Gabillard et Villeneuve-d'Ascq - Hôtel de Ville à Villeneuve-d'Ascq.

## Histoire
Afin d'éviter les nuisances liées au métro, les habitants du quartier de Triolo refusent le passage du viaduc dans le quartier. Contrairement aux projets initiaux où la station devait se situer en viaduc, elle est construite en tranchée ouverte. À sa construction, il s'agit de la seule station de métro dépourvu d'ascenseur au démarrage de la ligne. Les quais sont accessibles par une rampe.
À partir du 1er janvier 1982, le véhicule automatique léger fonctionne sur la portion entre les stations Quatre Cantons et Hôtel de Ville, dont la station appartient. Le public peut venir admirer le métro en rodage. Trois mois plus tard, le 31 mars 1982, le président de la communauté urbaine de Lille, Arthur Notebart inaugure officiellement le tronçon. Des aspects du métro sont exposés dans les stations. Lors de l'inauguration du métro le 25 avril 1983, François Mitterrand passe par cette station.
Le 1er décembre 2016, des ascenseurs sont mis en service dans la station. Ses quais ont été allongés pour atteindre 52 mètres afin d'accueillir des rames de quatre voitures.

## Service aux voyageurs

### Accueil et accès
La station est à même le sol. La station est accessible par le niveau supérieur aux quais, mais également accessible au niveau des quais. Comme toutes les autres stations de métro, elle est accessible aux personnes à mobilité réduite par ascenseur et par rampe. Les voies sont protégées par des portes palières.

### Desserte
La station n'est pas desservie à proximité, étant située au milieu d'immeubles d'habitations dans une zone très dense, l'arrêt de référence étant : Villeneuve d'Ascq - Collège du Triolo située à 200 m (rue Trudaine).

### Intermodalité
Une station V'Lille est située à proximité de la station.
En dehors des heures de fonctionnement du métro, la station est desservie par la ligne de nuit N1.

## L'art dans la station
La voûte étoilée, de l'architecte Delrue, est en verre. La station est construite comme un puits de lumière. La station se veut d'un aspect futuriste avec voûte vitrée et pavillon à plan carrée.
La station est décorée par un panneau de l'artiste plasticienne Josyane Kraemer Dimey. La fresque de céramique émaillée aux tons jaune et bleu couvre, à l'origine, le local technique et la trémie de l'escalier et est valorisée par le puits de lumière de l'architecture,.

## À proximité

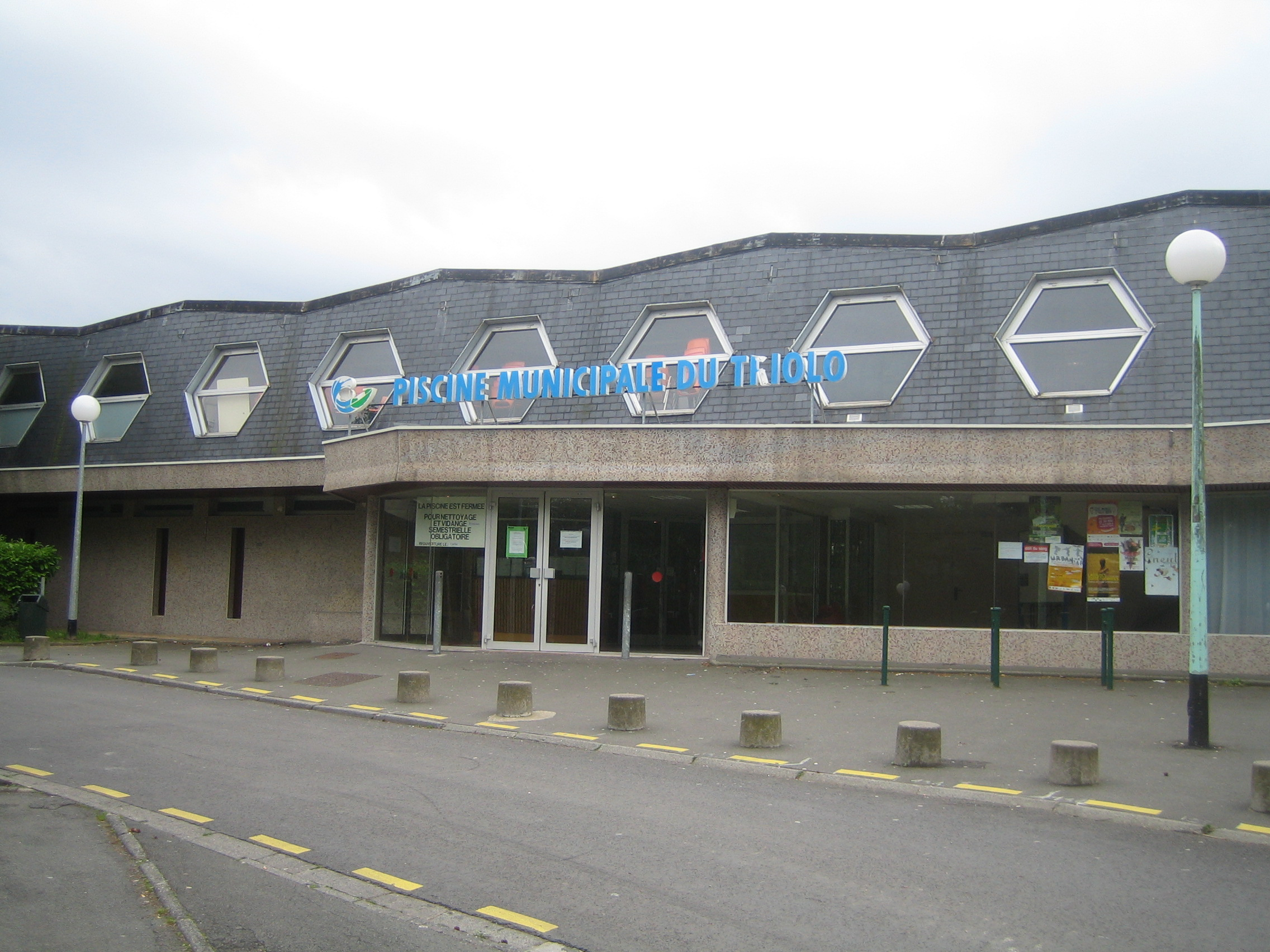
La piscine se situe à proximité de la station de métro.

La station est à proximité du centre commercial du Triolo, de la piscine municipale du Triolo, du collège du Triolo, de l'école Hippolyte-Taine et du cinéma d'art et d'essai Georges-Méliès.